# Alberic II van Dammartin
Alberic II van Dammartin (overleden in 1183) was tot aan zijn dood graaf van Dammartin. Hij behoorde tot het huis Dammartin-en-Goële.

## Levensloop
Alberic II was vermoedelijk de zoon van Alberic van Mello, graaf van Dammartin, en diens echtgenote Adela, dochter van graaf Hugo I van Dammartin.
Na de dood van zijn vader werd hij graaf van Dammartin. Hij bleef dit tot aan zijn dood in 1183. Er is weinig over hem geweten. Wel is bekend dat hij grootkamenier van Frankrijk was.

## Huwelijk en nakomelingen
Zijn eerste echtgenote was Joan Basset, dochter van Gilbert Basset. Ze kregen een zoon:
- Alberic III (1135-1200), graaf van Dammartin

Zijn tweede echtgenote was Clemence, dochter van heer Lancelin II van Beauvais. Ze kregen een dochter:
- Eleonora, huwde met heer Bernard van Saint-Valery-sur-Somme